# Evropská silnice E93
Mezinárodní silnice E93 je zrušená evropská silnice, která vedla v délce asi 960 km v trase dnešních evropských silnic E391 (celé), E101 (z Chomutovky) a E95 (Kipti – Kyjev – Oděsa). Byla tedy součástí dálkové trasy (Moskva –) Orel – Kyjev – Oděsa. Poté, co byla původní silnice E95 přečíslována na E105 a nová E95 přesunuta na západ, označení E93 bylo vypuštěno z užívání.

## Potenciální využití čísla
V relativním souladu se současným systémem číslování evropských silnic by jako E93 mohla být označena např. větší část E262 (Ostrov – Daugavpils – Vilnius). 